# Automolis neaera
Automolis neaera là một loài bướm đêm thuộc phân họ Arctiinae, họ Erebidae.